# 藤原正忠
藤原 正忠（ふじわら の まさただ、生没年不詳）は、平安時代中期の貴族。官職は伊勢権守。

## 経歴
円融朝後期の天元3年（980年）武蔵介、後一条朝前期の寛仁3年（1019年）伊勢権守に任ぜられるなど、地方官を歴任した。

## 官歴
- 天元3年（980年） 日付不詳：武蔵介、見正六位上[1][2]
- 時期不詳：従五位下
- 寛仁3年（1019年） 12月21日：伊勢権守[3][4]